# Клестово
Кле́стово (рос. Клестово, удм. Клестово) — присілок у складі Каракулинського району Удмуртії, Росія.
Населення — 1 особа (2010; 2 у 2002).
Національний склад:
- росіяни — 100 %